# Битва під Усвятом (1226)
Битва під Усвятом (1226) — битва між військами князя новгородського і переяслав-заліського Ярослава Всеволодовича і литовськими князями, що закінчилася поразкою литовців.

## Історія
Після поразки смоленських князів у битві на Калці в 1223 році їхні військові можливості тимчасово ослабли, чим спробували скористатися литовці. Однак володимирські і новгородські війська, що влітку 1223 року брали участь в поході проти ордена мечоносців (під керівництвом Ярослава Всеволодовича) і які не брали участі в битві на Калці, зберегли боєздатність.
У 1225 році 7 тисяч литовців захопили всю Торопецьку волость, спустошили села близько Торжка, не дійшовши до міста тільки трьох верст.
Ярославу, який не отримав допомогу з Новгорода, допомогли, згідно новгородському літопису, новоторжці, торопчани зі своїм князем Давидом Мстиславичем (братом Мстислава Удатного) і Володимир з сином. Згідно Лаврентіївському літопису, в 1224 році Юрій Всеволодович Володимирський посилав свого молодшого брата Володимира і племінника Всеволода Костянтиновича у військовий похід, однак, мету походу літопис не вказує, ця подія відбувається між встановленням в Києві митрополита Кирила (що сталось 6 січня 1225 року) і битвою під Усвятом (до весни 1226 року).
Ярослав наздогнав литовців біля Усвята, розбив, перебив 2 тисячі чоловік і забрав здобич. Літопис повідомляє про загибель в цьому бою князя Давида Мстиславича.
Вторгнення 1225/26 стало першим, в якому литовцям протистояли сили Північно-Східної Русі.